# 璜土镇
璜土镇，是中华人民共和国江苏省无锡市江阴市下辖的一个乡镇级行政单位。

## 行政区划
璜土镇下辖以下地区：
璜土社区、利城村、北湖西村、高栗村、璜土村、小湖村、篁村村、常泽桥村、汇南村、芦墩村、石庄村、花港苑村和启港苑村。